# Полищук, Александр Николаевич
Алекса́ндр Никола́евич Полищу́к (укр. Олександр Миколайович Поліщук; род. 1963, Нововолынск) — украинский военный и дипломат. Генерал-майор запаса. Чрезвычайный и полномочный посол Украины в Индии с 20 июня 2023 года. Заместитель министра обороны Украины с 23 октября 2019 по 28 июля 2023 года.

## Биография
Начал военную службу в 1980 году курсантом Киевского высшего общевойскового командного училища. После окончания с 1984 по 2010 год проходил службу на командных и штабных должностях в частях и подразделениях Вооружённых Сил Украины, Генеральном штабе Вооружённых Сил Украины и Министерстве обороны Украины. В 1996 году окончил Академию Вооружённых Сил Украины.
Прошёл подготовку по специальности «офицер многонациональных штабов» в Оборонном колледже Нидерландов. Первым среди украинских офицеров прошёл программу стажировки в Управлении оборонной политики и планирование Международного секретариата НАТО на должности эксперта по оборонному планированию и развитию оперативных возможностей войск (сил). Учился в Королевском колледже оборонных исследований Великобритании.
Имеет опыт дипломатической службы в должности заместителя военного представителя Миссии Украины при НАТО с 2004 по 2007 год.
С 2010 года — в должности заместителя директора Департамента военной политики и стратегического планирования Министерства обороны Украины. В этом году получил очередное воинское звание генерал-майор.
С июня 2012 по июль 2013 года — в Аппарате Совета национальной безопасности и обороны Украины в должности государственного эксперта, а с апреля 2014 по октябрь 2017 года — на должностях руководителя департамента по вопросам военной безопасности и руководителя службы по вопросам обороны.
В 2014 году окончил с отличием Национальную академию государственного управления при Президенте Украины. Магистр государственного управления в области национальной безопасности.
В 2018—2019 годах занимался экспертно-аналитической работой в негосударственной организации, а также научной работой в Национальном институте стратегических исследований.
С 23 октября 2019 по 28 июля 2023 года — заместитель министра обороны Украины. Председатель Межведомственной комиссии по политике военно-технического сотрудничества и экспортного контроля (с 11 декабря 2019 года).
Член делегации для участия в Трёхсторонней контактной группе (5 мая 2020 — 1 сентября 2022), представитель в рабочей подгруппе по вопросам безопасности.
С 20 июня 2023 года — чрезвычайный и полномочный посол Украины в Республике Индия.

## Награды
За значительный личный вклад в государственное строительство и весомые трудовые достижения отмечен:
- орденом Даниила Галицкого[11]

## Дипломатический ранг
- Чрезвычайный и полномочный посланник второго класса (21 декабря 2024)[12].